# Anodoration
Anodoration is een geslacht van spinnen uit de familie hangmatspinnen (Linyphiidae). 

## Soorten
De volgende soorten zijn bij het geslacht ingedeeld:
- Anodoration claviferum Millidge, 1991
- Anodoration tantillum (Millidge, 1991)